# Herbert Clyde Lewis
Herbert Clyde Lewis (* 15. August 1909 in New York City, New York; † 17. Oktober 1950 ebenda) war ein US-amerikanischer Journalist, Schriftsteller und Drehbuchautor.

## Leben
Lewis, Sohn einer aus Russland stammenden jüdischen Einwanderfamilie, arbeitete zunächst als Reporter bei The New York Journal sowie bei der Werbeagentur J. Walter Thompson, ehe er Nachrichtenredakteur bei der Tageszeitung The New York Herald Tribune wurde.
Zugleich betätigte sich Lewis seit Mitte der 1930er Jahre als Schriftsteller und veröffentlichte 1937 mit Gentleman Overboard seinen Debütroman. Dieses Werk geriet zunächst weitestgehend in Vergessenheit, wurde aber inzwischen als Wiederentdeckung gefeiert und erschien 2023 erstmals in deutscher Übersetzung. Anfang der 1940er-Jahre erschienen zwei weitere Romane, die ebenfalls zu ihrer Zeit recht freundliche Besprechungen erhielten, und 1959 mit Silver Dark noch posthum ein vierter und letzter Roman.
1939 begann er zudem als Drehbuchautor für die Filmwirtschaft Hollywoods zu arbeiten. Sein Drehbuchdebüt gab mit der Vorlage zu dem von Bernard Vorhaus inszenierten Abenteuerfilm Fisherman’s Wharf, in dem Bobby Breen, Leo Carrillo und Henry Armetta die Hauptrollen spielten. Bei der Oscarverleihung 1948 wurde Lewis zusammen mit Frederick Stephani für den Oscar in der Kategorie Beste Originalgeschichte nominiert, und zwar für die Filmkomödie Ein Leben wie ein Millionär (It Happened on Fifth Avenue, 1947) von Roy Del Ruth mit Don DeFore, Ann Harding und Charles Ruggles.
Seine Karriere im Filmgeschäft geriet Ende der 1940er-Jahre ins Stocken, als im Rahmen der McCarthy-Ära Gerüchte aufkamen, er sei ein Kommunist. Eine Scheidung, ein Nervenzusammenbruch und eine Privatinsolvenz bestimmten seine letzten Lebensjahre. Kurz vor seinem Tod fand er eine Anstellung beim Time-Magazin. Er starb im Oktober 1950 mit 41 Jahren an einem Herzinfarkt im New Yorker Hotel Earle, wo er als Dauergast lebte.

## Veröffentlichungen
- Gentleman Overboard, 1937; Norwich: UEA Publishing Project, 2021, introduction by George Szirtes, ISBN 978-1-913861-23-0.
  - Deutsch: Gentleman über Bord, aus dem Amerikanischen von Klaus Bonn, Mare, Hamburg 2023, ISBN 978-3-86648-696-6, Neuauflage 2025 mit ISBN 978-3-69094-001-6
- Spring Offensive, New York : The Viking Press, 1940
- Season’s Greetings, New York : Dial 1941
- Silver Dark, New York : Pyramid Books 1959 (posthum)

## Filmografie
- 1939: Fisherman’s Wharf
- 1939: Inside Story
- 1939: Escape to Paradise
- 1945: Don Juan Quilligan
- 1946: Lady Luck
- 1947: Ein Leben wie ein Millionär (It Happened on Fifth Avenue)
- 1949: One Last Fling
- 1949: Liebe auch ohne Patent (Free for All)
- 1950: Danger (Fernsehserie)